# Нівоз
Ніво́з (фр. nivôse фр. вимова: [nivoz], від лат. nivosus — «рясний на сніг») — четвертий місяць (21/23 грудня — 19/21 січня) французького республіканського календаря, що діяв з жовтня 1793 по 1 січня 1806.
Як і всі місяці французького республіканського календаря, нівоз складався з 30 днів, що поділялися на 3 декади. Кожен день мав назву сільськогосподарської рослини, крім п'ятого та десятого дня, що мали назву свійської тварини або сільськогосподарського приладу відповідно.